# Gideon Ståhlberg
Gideon Ståhlberg (o Stahlberg) (Göteborg, 26 de gener de 1908 - Leningrad, 26 de maig de 1967) fou un jugador d'escacs suec, que ostentà el títol de Gran Mestre des de 1950, i fou també un Àrbitre Internacional que va exercir d'àrbitre d'escacs en diversos matxs pel campionat del món. El varen fer molt conegut les seves victòries en matxs els anys 1930 contra Aaron Nimzowitsch i Rudolf Spielmann. Amb Gösta Stoltz i Erik Lundin, estigué a l'avantguarda dels escacs a Suècia al segon terç del segle xx. Tot i que va assolir un elevat nivell de joc, probablement hauria obtingut millors resultats si no s'hagués dedicat, parcialment, a altres ocupacions com el bridge i el tennis de taula. Era una persona de gran cultura, poliglota, i va escriure diversos llibres sobre escacs.
|  |

## Resultats destacats en competició
Ståhlberg va guanyar el Campionat d'escacs de Suècia el 1927, i fou campió d'Escandinàvia el 1929 a Göteborg (14è Campionat Nòrdic). Guanyà el campionat suec, posteriorment, els anys 1932 i 1939, i va guanyar el campionat nòrdic dos cops més, el 1938 a Örebro i el 1939 a Oslo.
Era un molt bon jugador de matxs, i el 1933 va obtenir una sonada victòria sobre Rudolf Spielmann (+3 -1 =4). El 1934, va guanyar a Göteborg a Aaron Nimzowitsch (+4 -2 =2). El 1938 empatà amb Paul Keres, a Estocolm (+2 -2 =4)
Fou 9è al fort torneig de Kemeri de 1937 (guanyat per Samuel Reshevsky, Vladimirs Petrovs i Salo Flohr). La seva carrera com a jugador es va partir en dos mentre participava en l'Olimpíada d'escacs de 1939 i després al Torneig d'escacs de Buenos Aires 1939, quan va esclatar la II Guerra mundial, i Ståhlberg fou un dels jugadors que decidiren de quedar-se a l'Argentina, país del qual acabà adoptant la nacionalitat, i on va establir una gran rivalitat amb Miguel Najdorf. El març de 1941 guanyà el IV Torneig de Mar del Plata, mig punt per damunt de Miguel Najdorf.
El 1945 va guanyar el torneig Quilmes superant entre d'altres Carlos Skalicka, René Letelier, i Moshe Czerniak.
En tornar a Europa el 1948 va obtenir uns resultats excel·lents: va disputar l'Interzonal de Saltsjöbaden de 1948, on hi quedà 8è i es classificà per al Torneig de Candidats; guanyà el torneig de Trenčianske Teplice 1949, i va participar en el Torneig de Candidats de Budapest l'abril-maig de 1950, on hi fou 7è. El mateix any 1950 la FIDE li va atorgar el títol de Gran Mestre. L'única nota negativa del període fou la derrota en un matx el 1949 contra Svetozar Gligoric a Belgrad (+1 -2 =9),
A l'Interzonal d'Estocolm-Saltsjöbaden de 1952 hi acabà 5è (ex aequo) (el campió fou Aleksandr Kótov) i es va classificar així per al Torneig de Candidats de Neuhausen-Zúric de 1953, un dels torneigs més forts de la història, que serví per determinar l'aspirant al títol al Campionat del món de 1954, on hi acabà 15è i últim (el guanyador fou Vassili Smislov). A partir d'aquest moment, la seva carrera com a jugador va començar a decaure, però en canvi, es va dedicar més temps a la tasca d'àrbitre. Va arbitrar els matxs pel Campionat del Món entre Botvínnik-Bronstein 1951 i Botvínnik-Smislov 1954, partits sobre els quals en va editar un llibre. El 1956 tingué un darrer gran èxit, en guanyar el Torneig Hoogovens a Beverwijk, amb 6½/9 punts, per davant de Herman Pilnik.

### Publicacions
Ståhlberg va publicar més de deu llibres d'escacs, alguns originalment en suec i d'altres en castellà, com per exemple:
- Partidas clasicas de Capablanca – la perfeccion en ajedrez (Partides clàssiques de Capablanca - la perfecció en escacs, 1943)
- I kamp med världseliten (En lluita contra l'elit mundial, 1948, 1958)
- Schack och schackmästare (Escacs i mestres d'escacs, 1937, 1959)
- Strövtåg i schackvärlden (Excursions al món dels escacs, 1965)

També va publicar (conjuntament amb Jostein Westberg) un llibre sobre Bobby Fischer (1962), i alguns llibres sobre teoria d'obertures, un dels quals en castellà (sobre el gambit de dama), escrit durant la seva estada a l'Argentina. També fou l'editor de diversos llibres de torneigs, com els de Saltsjöbaden 1948, Estocolm 1952, Zuric 1953, i Göteborg 1955.

### Participació en Olimpíades d'escacs
Ståhlberg va jugar com a primer tauler de Suècia a les Olimpíades d'escacs disputades entre 1928 i 1964, inclosa l'Olimpíada no oficial de Múnic 1936 (totes les olimpíades disputades en aquest període, llevat de les edicions de 1950 i 1962). Hi feu un total de 122 punts de 200 partides, un 61,0%). La seva millor puntuació fou un 76,9% a l'Olimpíada d'escacs de 1952 a Hèlsinki. A les edicions entre 1928 i 1939 hi participà sense títol internacional, i a partir de 1952 com a Gran Mestre. En total, aconseguí guanyar quatre medalles, dues d'individuals (bronze el 1935 i argent el 1952), i dues per equips (bronze el 1933 i argent el 1935). El 1936 fou medalla de bronze al primer tauler a l'Olimpíada no oficial de Múnic.
Ståhlberg, Gösta Stoltz, i Erik Lundin es forjaren el renom de ("els tres mosqueters suecs"), a causa de les seves bones actuacions a Folkstone 1933 i a Varsòvia 1935, on Suècia hi obtingué una medalla d'argent i una de bronze (ambdues olimpíades les guanyà l'equip americà.
| Any  | Olimpíada                | Ciutat       | Tauler | Guanyades | Taules | Perdudes | %    | Posició indiv.    | Posició equip     |
| ---- | ------------------------ | ------------ | ------ | --------- | ------ | -------- | ---- | ----------------- | ----------------- |
| 1928 | II Olimpíada             | La Haia      | 3r     | 6         | 6      | 3        | 60,0 |                   | 13                |
| 1930 | II Olimpíada             | Hamburg      | 1r     | 6         | 7      | 4        | 55,9 |                   | 9                 |
| 1931 | IV Olimpíada             | Praga        | 1r     | 7         | 9      | 2        | 63,9 | 5                 | 7                 |
| 1933 | V Olimpíada              | Folkestone   | 1r     | 3         | 9      | 2        | 53,6 | 7                 | Medalla de bronze |
| 1935 | VI Olimpíada             | Varsòvia     | 1r     | 8         | 7      | 2        | 67,6 | Medalla de bronze | Medalla de plata  |
| 1936 | III Olimpíada no oficial | Múnic        | 1r     | 9         | 5      | 3        | 67,6 | [ 23 ]            |                   |
| 1937 | VII Olimpíada            | Estocolm     | 1r     | 7         | 4      | 4        | 60,0 | 6                 | 10                |
| 1939 | VIII Olimpíada           | Buenos Aires | 1r     | 7         | 8      | 1        | 68,8 | 6                 | 4                 |
| 1952 | X Olimpíada              | Hèlsinki     | 1r     | 8         | 4      | 1        | 76,9 | Medalla de plata  | 7                 |
| 1954 | XI Olimpíada             | Amsterdam    | 1r     | 4         | 8      | 3        | 53,3 | 13                | 11                |
| 1956 | XII Olimpíada            | Moscou       | 1r     | 6         | 9      | 1        | 65,6 | 4                 | 15                |
| 1958 | XIII Olimpíada           | Múnic        | 1r     | 3         | 10     | 1        | 57,1 | 12                | 20                |
| 1960 | XIV Olimpíada            | Leipzig      | 1r     | 4         | 9      | 2        | 56,7 | 13                | 12                |
| 1964 | XVI Olimpíada            | Tel-Aviv     | 1r     | 5         | 6      | 4        | 53,3 | 20                | 16                |

El 1967, va anar a Leningrad per disputar-hi un obert internacional, però va morir abans de començar el torneig.

### Partides destacades
- Stahlberg - Lasker Partida Stahlberg, G - Lasker, E, [D41] Zuric, 1934, (1-0). Victòria destacable contra un excampió del món.
- Keres – Stahlberg Partida Keres, Paul – Stahlberg, Gideon, [D41] Göteborg, 1938, (0-1). Una victòria sonada contra una de les estrelles emergents del moment. Keres era llavors, en opinió de molts, un dels ferms candidats al Campionat del Món.